# György Piller
György Jekelfalussy-Piller (19 de junio de 1899-6 de septiembre de 1960) fue un deportista húngaro que compitió en esgrima, especialista en las modalidades de florete y sable.
Participó en dos Juegos Olímpicos de Verano en los años 1928 y 1932, obteniendo dos medallas de oro en Los Ángeles 1932 en las pruebas individual y por equipos. Ganó ocho medallas en el Campeonato Mundial de Esgrima entre los años 1929 y 1934.

## Palmarés internacional
| Juegos Olímpicos   | Juegos Olímpicos             | Juegos Olímpicos  | Juegos Olímpicos    |
| Año                | Lugar                        | Medalla           | Prueba              |
| ------------------ | ---------------------------- | ----------------- | ------------------- |
| 1932               | Los Ángeles (Estados Unidos) | Medalla de oro    | Sable individual    |
| 1932               | Los Ángeles (Estados Unidos) | Medalla de oro    | Sable por equipos   |
| Campeonato Mundial |                              |                   |                     |
| Año                | Lugar                        | Medalla           | Prueba              |
| 1929               | Nápoles (Italia)             | Medalla de bronce | Florete por equipos |
| 1930               | Lieja (Bélgica)              | Medalla de oro    | Sable individual    |
| 1930               | Lieja (Bélgica)              | Medalla de oro    | Sable por equipos   |
| 1931               | Viena (Austria)              | Medalla de oro    | Sable individual    |
| 1931               | Viena (Austria)              | Medalla de oro    | Sable por equipos   |
| 1931               | Viena (Austria)              | Medalla de plata  | Florete por equipos |
| 1933               | Budapest (Hungría)           | Medalla de oro    | Sable por equipos   |
| 1934               | Varsovia (Polonia)           | Medalla de oro    | Sable por equipos   |